# Дім на колесах
«Дім на колесах» (англ. Mobile Home) — комедійна драма виробництва Бельгії, Люксембургу та Франції, поставлений у 2012 році режисером Франсуа Піро. Прем'єра стрічки відбулася 4 серпня 2012 року на кінофестивалі в Локарно. Фільм було номіновано у 7-ми категоріях на здобуття бельгійської національної кінопремії «Магрітт» 2013 року, у двох з яких він отримав нагороди.

## Сюжет
Симон кидає роботу, подругу і полишає місто, щоб повернутися у рідне село, де живуть його батьки-пенсіонери. Там він зустрічає свого друга дитинства Жульєна, який живе зі своїм батьком, що переніс важку хворобу. Якось увечері, без особливих роздумів, тридцятирічні чоловіки вирішують втілити свою підліткову мрію: вирушити у дорожню подорож. Вони купують автофургон для кемпінгу і починають з ентузіазмом реалізувати свій проєкт, але несподівано той ламається. Це затримує від'їзд мандрівників, але аж ніяк не охолоджує їхнього завзяття. Тому вони починають подорожувати місцями поблизу села. Іноді вони підробляють, щоб відремонтувати фургон та накопичити грошей для тривалої поїздки. За цей час Симон і Жульєн заводять нові знайомства і, нарешті, приходять до розуміння того, чого насправді хотіли найбільше в житті.

## У ролях
| Артур Дюпон            | ···· | Симон     |
| Гійом Гуї              | ···· | Жульєн    |
| Жан-Поль Боннер        | ···· | Люк       |
| Клодін Пеллетьє        | ···· | Монік     |
| Жакі Берройє           | ···· | Жан-Марі  |
| Анн-Паскаль Кларембурґ | ···· | Сільвія   |
| Євгенія Анселен        | ···· | Майя      |
| Арну Бронсар           | ···· | Стефан    |
| Гвен Берру             | ···· | Вірджинія |
| Катрін Сале            | ···· | Валері́    |
| Гаель Малю             | ···· | Рафаель   |

## Визнання
| Нагороди та номінації фільму «Дім на колесах» | Нагороди та номінації фільму «Дім на колесах» | Нагороди та номінації фільму «Дім на колесах» | Нагороди та номінації фільму «Дім на колесах» | Нагороди та номінації фільму «Дім на колесах» | Нагороди та номінації фільму «Дім на колесах» |
| Рік                                           | Кінофестиваль/кінопремія                      | Категорія/нагорода                            | Номінант                                      | Результат                                     |                                               |
| --------------------------------------------- | --------------------------------------------- | --------------------------------------------- | --------------------------------------------- | --------------------------------------------- | --------------------------------------------- |
| 2012                                          | Міжнародний кінофестиваль у Локарно           | Золотий леопард                               | Дім на колесах                                | Номінація                                     |                                               |
| 2012                                          | Міжнародний кінофестиваль у Локарно           | Приз молодіжного журі                         | Дім на колесах                                | 2-е місце                                     |                                               |
| 2013                                          | Премія «Магрітт»                              | Найкращий фільм                               | Дім на колесах                                | Номінація                                     |                                               |
| 2013                                          | Премія «Магрітт»                              | Найкращий режисер                             | Франсуа Піро                                  | Номінація                                     |                                               |
| 2013                                          | Премія «Магрітт»                              | Найкраща акторка другого плану                | Катрін Сале                                   | Номінація                                     |                                               |
| 2013                                          | Премія «Магрітт»                              | Найперспективніший актор                      | Гаель Малю                                    | Номінація                                     |                                               |
| 2013                                          | Премія «Магрітт»                              | Найперспективніша акторка                     | Анн-Паскаль Кларембурґ                        | Перемога                                      |                                               |
| 2013                                          | Премія «Магрітт»                              | Найкращий сценарій                            | Франсуа Піро                                  | Номінація                                     |                                               |
| 2013                                          | Премія «Магрітт»                              | Найкраща оригінальна музика                   | Франсуа Петі, Coyote, Рено Майор              | Перемога                                      |                                               |